# Phong trào Wikimedia
Phong trào Wikimedia, hay đơn giản gọi là Wikimedia, là cộng đồng toàn cầu của những người đóng góp cho các dự án của Wikimedia Foundation. Phong trào này được tạo ra xung quanh cộng đồng Wikipedia, và từ đó đã mở rộng sang các dự án Wikimedia khác, bao gồm các dự án chung Wikimedia Commons và Wikidata, cũng như giới kỹ sư và nhà phát triển phần mềm tình nguyện đóng góp cho MediaWiki. Những tình nguyện viên này được hỗ trợ bởi nhiều tổ chức trên khắp thế giới, bao gồm Wikimedia Foundation, chi hội liên quan, tổ chức chuyên đề và nhóm người dùng.
Cái tên "Wikimedia", một từ ghép giữa wiki và media, được tác giả người Mỹ Sheldon Rampton đặt ra trong một bài đăng trong danh sách gửi thư tiếng Anh vào tháng 3 năm 2003, ba tháng sau khi Wiktionary trở thành dự án dựa trên wiki thứ hai được lưu trữ trên nền tảng của Jimmy Wales, và ba tháng trước khi Wikimedia Foundation được công bố và hợp nhất. "Wikimedia" cũng có thể đề cập đến các dự án Wikimedia.

## Cộng đồng Wikipedia
Cộng đồng Wikipedia là cộng đồng những người đóng góp cho trang bách khoa toàn thư trực tuyến Wikipedia. Nó bao gồm các biên tập viên (hoặc cộng tác viên) và quản trị viên gọi là admins. Ủy ban Trọng tài là một hội đồng gồm các biên tập viên chịu trách nhiệm tiến hành phân xử nhằm giải quyết những tranh chấp nghiêm trọng giữa các biên tập viên của bách khoa toàn thư này. Ủy ban có quyền đưa ra các biện pháp trừng phạt ràng buộc và cũng xác định người dùng nào có quyền tiếp cận những giấy phép đặc biệt.

## Dự án
Các dự án Wikimedia bao gồm:
- Wikipedia, bách khoa toàn thư dựa trên web
- Wiktionary, từ điển
- Wikibooks, sách giáo khoa
- Wikinews, tin tức thời sự
- Wikiquote, bộ sưu tập danh ngôn
- Wikisource, thư viện văn bản và tài liệu nguồn
- Wikiversity, tài liệu giáo dục
- Wikivoyage, hướng dẫn du lịch
- Wikispecies, danh mục phân loại các loài
- Wikimedia Commons, kho dữ liệu lưu trữ các phương tiện như hình ảnh, video và âm thanh. Tất cả các dự án khác được đề cập ở trên đều có thể truy cập các tập tin này, do đó mới có tên "Commons."
- Wikidata, nguồn dữ liệu chung, cũng có thể được các dự án khác truy cập

## Tổ chức

### Wikimedia Foundation

Tổng quan về Phong trào Wikimedia

Bản đồ tư duy về phong trào Wikimedia (2019)

Chi hội Wikimedia (xanh đậm)
Nhóm người dùng Wikimedia tập trung vào địa lý (xanh lá cây)

Wikimedia Foundation (WMF) là một tổ chức từ thiện và phi lợi nhuận của Mỹ có trụ sở chính tại San Francisco, California. Nó sở hữu tên miền và vận hành hầu hết các trang web của phong trào, như Wikipedia, bách khoa toàn thư trực tuyến, cũng như Wikimedia Commons.
WMF được Jimmy Wales thành lập vào năm 2003 như một cách để tài trợ cho Wikipedia và các dự án chị em của nó thông qua các phương tiện phi lợi nhuận. Mục đích của WMF nhằm "... trao quyền và thu hút mọi người trên khắp thế giới thu thập và phát triển nội dung giáo dục theo giấy phép miễn phí hoặc trong phạm vi công cộng, đồng thời phổ biến nội dung đó một cách hiệu quả và mang tính toàn cầu."
Theo báo cáo tài chính năm 2015 của WMF, năm 2015 WMF có ngân sách là 72 triệu đô la Mỹ, chi tiêu 52 triệu đô la Mỹ cho hoạt động và tăng khoản tiền dự trữ của mình lên 82 triệu đô la Mỹ. WMF chủ yếu được tài trợ bởi các khoản đóng góp với số tiền quyên góp trung bình là 15 đô la Mỹ.

### Chi hội
Chi hội là những tổ chức hỗ trợ các dự án Wikimedia tại các khu vực địa lý cụ thể, hầu hết là các quốc gia. Hiện có  38 chi hội.
Wikimedia Deutschland (WMDE) là chi hội lớn nhất, với tổng kinh phí là 20 triệu euro . WMDE phân bổ khoảng 1 triệu euro để hỗ trợ công ty chịu trách nhiệm phân phối các khoản đóng góp và 4 triệu euro chuyển sang cho WMF.
Để có cùng một thủ tục, mọi chi hội đều tuân theo cùng một quy trình và yêu cầu ngân sách hàng năm của mình tại ủy ban phân bổ quỹ. Tổ chức với tư cách là chủ sở hữu tên miền internet của các trang dự án yêu cầu một phần đóng góp thông qua trang web ở một quốc gia (ví dụ: cho Đức, Thụy Sĩ) hoặc trả cho một chi hội với số tiền đã thỏa thuận (các chi hội khác). Tổng cộng dưới 4 triệu USD được phân phối thông qua cách này cho các chi hội và tổ chức chuyên đề. Cơ sở pháp lý dựa trên "Thỏa thuận Chi hội".

### Tổ chức chuyên đề
Các tổ chức chuyên đề được thành lập để hỗ trợ các dự án Wikimedia trong một lĩnh vực chủ đề tiêu điểm; hiện tại  có hai tổ chức như vậy. Chúng đều nằm dưới sự quản lý của "Thỏa thuận Tổ chức Chuyên đề Wikimedia".

### Nhóm người dùng
Nhóm người dùng có ít yêu cầu chính thức hơn chi hội và tổ chức chuyên đề. Họ hỗ trợ và thúc đẩy các dự án Wikimedia tại địa phương hoặc về một chủ đề, đề tài, đề mục hoặc vấn đề cụ thể. Sau khi được Ủy ban Liên kết công nhận, họ sẽ tham gia dựa trên "Thỏa thuận Nhóm người dùng và Quy tắc ứng xử". Tính đến tháng 5 năm 2019, có 108 nhóm người dùng.